# Campionato Italiano Seniores 1979
Il Campionato Italiano Seniores 1979  è la cinquantottesima edizione del campionato italiano velocità. In questa annata sono attive sei categorie: 50, 125, 250, 350, 500 e 750.

## Stagione
Il campionato fu caratterizzato da polemiche tra piloti e organizzatori per i bassi ingaggi ed i ridotti premi d'arrivo.
In 50 Eugenio Lazzarini, nonostante tre vittorie, non riuscì a recuperare l'assenza della prima gara a causa dell'infortuno patito al GP del Venezuela: a vincere fu Claudio Lusuardi, tre volte secondo e una volta terzo. Nella ottavo di litro vinse Gianpaolo Marchetti, campione Juniores 1978, davanti ai favoriti Lazzarini, Bianchi e Massimiani.
La 250, la più incerta delle classi, vide la vittoria di Walter Villa davanti a Marchetti, Pazzaglia e Rossi. La 350, dominata dalle Yamaha TZ, vide la vittoria del privato Massimo Matteoni su Villa e Massimiani.
Quattro vincitori in quattro gare per la 500, con Carlo Perugini che si aggiudicò il titolo. In 750, classe alla sua ultima stagione, il titolo andò al toscano Leandro Becheroni.

## Calendario
| Prova | Data         | Circuito | Vincitore         | Vincitore           | Vincitore           | Vincitore        | Vincitore        | Vincitore         |
| Prova | Data         | Circuito | 50                | 125                 | 250                 | 350              | 500              | 750               |
| ----- | ------------ | -------- | ----------------- | ------------------- | ------------------- | ---------------- | ---------------- | ----------------- |
| 1     | 25 marzo     | Misano   | Guido Mancini     | Maurizio Massimiani | Graziano Rossi      | Walter Villa     | Virginio Ferrari | Gianfranco Bonera |
| 2     | 16 settembre | Monza    | Eugenio Lazzarini | Pier Paolo Bianchi  | Walter Villa        | Walter Villa     | Carlo Perugini   | Carlo Perugini    |
| 3     | 30 settembre | Misano   | Eugenio Lazzarini | Gianpaolo Marchetti | Gianpaolo Marchetti | Massimo Matteoni | Franco Uncini    | Marco Lucchinelli |
| 4     | 14 ottobre   | Misano   | Eugenio Lazzarini | Maurizio Massimiani | Gianpaolo Marchetti | Massimo Matteoni | Gianni Pelletier | -                 |

## Sistema di punteggio
| Pos.  | 1  | 2  | 3  | 4 | 5 | 6 | 7 | 8 | 9 | 10 | 11> |
| ----- | -- | -- | -- | - | - | - | - | - | - | -- | --- |
| Punti | 15 | 12 | 10 | 8 | 6 | 5 | 4 | 3 | 2 | 1  | 0   |

## Classifiche

### Piloti Classe 750
| Pos | Pilota            | Moto   | 1 MIS | 2 MON | 3 MIS | Punti |
| --- | ----------------- | ------ | ----- | ----- | ----- | ----- |
| 1   | Leandro Becheroni | Yamaha | 2     | 2     | 2     | 36    |
| 2   | Alfio Micheli     | Yamaha | 4     | 3     | 3     | 28    |
| 3   | Marco Lucchinelli | Yamaha |       | 4     | 1     | 23    |
| 4   | Gianfranco Bonera | Yamaha | 1     |       |       | 15    |
| 4   | Carlo Perugini    | Suzuki |       | 1     |       | 15    |
| 6   | Germano Salsi     | Yamaha |       | 5     | 4     | 14    |
| 7   | Giorgio Avveduti  | Yamaha | 3     |       |       | 10    |
| 8   | Romeo De Martin   | Yamaha | 5     |       |       | 6     |
| 8   | Raoul Martini     | Ducati |       |       | 5     | 6     |

Yamaha campione di Marca.

### Piloti Classe 500
| Pos | Pilota             | Moto              | 1 MIS | 2 MON | 3 MIS | 4 MIS | Punti |
| --- | ------------------ | ----------------- | ----- | ----- | ----- | ----- | ----- |
| 1   | Carlo Perugini     | Suzuki            | 2     | 1     | 2     | 2     | 51    |
| 2   | Gianni Pelletier   | Suzuki-Bieffe     | 5     | 2     | 4     | 1     | 41    |
| 3   | Franco Uncini      | Suzuki            | 3     |       | 1     |       | 25    |
| 4   | Lorenzo Ghiselli   | Suzuki            | 4     |       | 6     | 5     | 19    |
| 5   | Leandro Becheroni  | Suzuki            |       | 4     |       | 3     | 18    |
| 6   | Sandro Moro        | Suzuki            | 6     | 6     | 5     |       | 16    |
| 7   | Virginio Ferrari   | Suzuki            | 1     |       |       |       | 15    |
| 8   | Graziano Rossi     | Morbidelli-Bieffe |       | 3     |       |       | 10    |
| 8   | Gianni Rolando     | Suzuki-Naldoni    |       |       | 3     |       | 10    |
| 10  | Carlo Prati        | Suzuki            |       |       | 7     | 6     | 9     |
| 11  | Stefano Bonetti    | Suzuki            |       | 9     | 8     | 7     | 9     |
| 12  | Adelio Faccioli    | Suzuki            |       |       |       | 4     | 8     |
| 13  | Marco Lucchinelli  | Suzuki            |       | 5     |       |       | 6     |
| 14  | Corrado Tuzii      | Suzuki            | 10    | 10    |       | 8     | 5     |
| 15  | Mario Prattichizzo | Suzuki-Ciben      | 7     |       |       |       | 4     |
| 15  | Raffaele Pasqual   | Suzuki            |       | 7     |       |       | 4     |
| 17  | Gregorio Mariani   | Suzuki            | 9     |       | 9     |       | 4     |
| 18  | Franco Randazzo    | Suzuki            | 8     |       |       |       | 3     |
| 18  | Marco Papa         | Suzuki            |       | 9     |       |       | 3     |
| 20  | Graham Singer      | Lombardini        |       |       |       | 9     | 2     |
| 21  | Giovanni Pretto    | Suzuki            |       |       | 10    |       | 1     |
| 21  | Marino Nanetti     | Suzuki            |       |       |       | 10    | 1     |

Suzuki-Nava Olio Fiat campione di Marca.

### Piloti Classe 350
| Pos | Pilota              | Moto                   | 1 MIS | 2 MON | 3 MIS | 4 MIS | Punti |
| --- | ------------------- | ---------------------- | ----- | ----- | ----- | ----- | ----- |
| 1   | Massimo Matteoni    | Yamaha                 |       | 3     | 1     | 1     | 40    |
| 2   | Walter Villa        | Yamaha                 | 1     | 1     |       | 4     | 38    |
| 3   | Maurizio Massimiani | Adriatica-Bimota       |       | 2     |       | 2     | 24    |
| 4   | Sauro Pazzaglia     | Yamaha-Diemme          | 2     |       | 4     |       | 20    |
| 5   | Giuseppe Consalvi   | Yamaha R.R.            | 10    | 4     | 6     | 6     | 19    |
| 6   | Edoardo Elias       | Yamaha                 | 5     |       | 3     |       | 16    |
| 7   | Adelio Faccioli     | Yamaha                 | 8     | 5     |       | 7     | 13    |
| 8   | Gianni Pelletier    | RTM                    |       |       | 2     |       | 12    |
| 9   | Gianpaolo Marchetti | Yamaha                 | 3     |       |       |       | 10    |
| 9   | Vanes Francini      | Adriatica-Bimota       |       |       |       | 3     | 10    |
| 11  | Attilio Riondato    | Yamaha                 |       | 7     | 5     |       | 10    |
| 12  | Franco Solaroli     | Yamaha                 | 4     |       |       |       | 8     |
| 13  | Arturo Venanzi      | Yamaha                 |       |       |       | 5     | 6     |
| 14  | Mario Lega          | Yamaha                 | 6     |       |       |       | 5     |
| 14  | Walter Migliorati   | Yamaha                 |       | 6     |       |       | 5     |
| 16  | Giorgio Avveduti    | Yamaha                 | 7     |       |       |       | 4     |
| 16  | Silvano Ricchetti   | Yamaha                 |       |       | 7     |       | 4     |
| 18  | Lorenzo Ghiselli    | Yamaha                 |       | 10    | 8     |       | 4     |
| 19  | Franco Marcheggiani | Yamaha                 | 9     | 9     |       |       | 4     |
| 19  | Gianni Del Carro    | Yamaha                 |       |       | 9     | 9     | 4     |
| 21  | Angelo Monduzzi     | Yamaha                 |       | 8     |       |       | 3     |
| 21  | Paolo Ferretti      | Yamaha-Ceramiche Ricci |       |       |       | 8     | 3     |
| 23  | Paolo Niccoli       | Yamaha                 |       |       | 10    |       | 1     |
| 23  | Pier Luigi Rimoldi  | Yamaha                 |       |       |       | 10    | 1     |

Yamaha campione di Marca.

### Piloti Classe 250
| Pos | Pilota              | Moto                   | 1 MIS | 2 MON | 3 MIS | 4 MIS | Punti |
| --- | ------------------- | ---------------------- | ----- | ----- | ----- | ----- | ----- |
| 1   | Walter Villa        | Yamaha                 | 2     | 1     |       | 3     | 37    |
| 2   | Gianpaolo Marchetti | MBA-Ciemmedi           |       |       | 1     | 1     | 30    |
| 3   | Sauro Pazzaglia     | Yamaha-Diemme          | 3     |       | 2     | 4     | 30    |
| 4   | Graziano Rossi      | Morbidelli-Bieffe      | 1     |       |       | 2     | 27    |
| 5   | Giuseppe Consalvi   | Yamaha R.R.            | 7     | 3     | 5     | 6     | 25    |
| 6   | Paolo Ferretti      | Yamaha-Ceramiche Ricci | 8     | 5     | 4     | 6     | 23    |
| 7   | Franco Marcheggiani | Yamaha                 | 4     | 4     |       |       | 16    |
| 8   | Franco Solaroli     | Yamaha                 | 6     |       | 3     |       | 15    |
| 9   | Arturo Venanzi      | Yamaha                 | 5     |       | 6     | 7     | 15    |
| 10  | Paolo Pileri        | MBA-Ciemmedi           |       | 2     |       |       | 12    |
| 11  | Gabriele Cantone    | Yamaha                 |       |       | 7     | 9     | 6     |
| 12  | Rossano Mancinelli  | Yamaha                 |       | 6     |       |       | 5     |
| 13  | Maurizio Vitali     | Yamaha                 |       | 7     |       |       | 4     |
| 14  | Gianni Del Carro    | Yamaha                 |       |       | 8     | 10    | 4     |
| 15  | Walter Battisti     | Yamaha                 |       | 8     |       |       | 3     |
| 15  | Vanes Francini      | Yamaha                 |       |       |       | 8     | 3     |

Yamaha campione di Marca.

### Piloti Classe 125
| Pos | Pilota               | Moto            | 1 MIS | 2 MON | 3 MIS | 4 MIS | Punti |
| --- | -------------------- | --------------- | ----- | ----- | ----- | ----- | ----- |
| 1   | Gianpaolo Marchetti  | MBA-Ciemmedi    | 3     | 5     | 1     | 2     | 43    |
| 2   | Maurizio Massimiani  | MBA e Minarelli | 1     | 3     |       | 1     | 40    |
| 3   | Eugenio Lazzarini    | Morbidelli      |       | 2     | 2     | 3     | 34    |
| 4   | Stefano Ferretti     | MBA-Ciemmedi    | 2     | 4     | 3     | 7     | 34    |
| 5   | Pier Paolo Bianchi   | Minarelli       | 4     | 1     |       |       | 23    |
| 6   | Maurizio Vitali      | MBA             | 6     |       | 4     | 4     | 21    |
| 7   | Pierluigi Aldrovandi | MBA             | 8     | 6     | 5     | 5     | 20    |
| 8   | Roberto D'Amico      | Morbidelli      | 5     | 10    | 7     | 6     | 16    |
| 9   | Pierluigi Conforti   | MBA             |       | 7     | 6     |       | 9     |
| 10  | Italo Zerbini        | Morbidelli      | 9     | 8     |       | 8     | 8     |

MBA-Ciemmedi campione di Marca.

### Piloti Classe 50
| Pos | Pilota             | Moto        | 1 MIS | 2 MON | 3 MIS | 4 MIS | Punti |
| --- | ------------------ | ----------- | ----- | ----- | ----- | ----- | ----- |
| 1   | Claudio Lusuardi   | Bultaco     | 3     | 2     | 2     | 2     | 46    |
| 2   | Eugenio Lazzarini  | Kreidler    |       | 1     | 1     | 1     | 45    |
| 3   | Aldo Però          | Kreidler    | 2     | 3     | 4     | 10    | 31    |
| 4   | Guido Mancini      | Nuova Iprem | 1     |       | 8     | 5     | 24    |
| 5   | Luigi Rinaudo      | Tomos       | 8     |       | 3     | 3     | 23    |
| 6   | Salvatore Milano   | UFO         | 9     | 5     | 5     | 8     | 17    |
| 7   | Salvatore Monreale | Tomos e UFO | 4     |       | 7     | 7     | 16    |
| 8   | Sergio Zattoni     | LGM         |       | 7     |       | 4     | 12    |
| 9   | Enzo Saffioti      | Paolucci    | 10    | 4     |       |       | 9     |
| 10  | Claudio Granata    | UFO         | 7     | 6     |       |       | 9     |
| 11  | Fabrizio Frollani  | Ringhini    |       | 9     | 10    | 6     | 8     |

Kreidler campione di Marca.